# Comarqueña
La Comarqueña es una nueva raza de ovinos que vio la luz en 2013 y fue desarrollada en la República Argentina por el Instituto Nacional de Tecnología Agropecuaria (INTA).

## Nombre
Se la bautizó "La Comarqueña" en honor a su región de origen, la comarca de Viedma y Patagones sobre las márgenes del Río Negro, en la frontera entre la provincia de Buenos Aires y la provincia de Río Negro.

## Historia
Llevó 17 años desarrollar esta raza a los técnicos del sector público de la Argentina. Los trabajos con La Comarqueña arrancaron primero en el área del Valle Inferior de Río Negro, donde personal del INTA realizó las primeras cruzas de ovejas locales con otras de origen europeo. Luego se siguieron los esfuerzos en la zona de Patagones. Se trabajó intensamente realizando cruzas (una composición de 25% de genes merino, 37,5% de Ile de France y 37,5% de texel, de Holanda). En diciembre de 2013, tras muchas inspecciones, el equipo de trabajo recibió el aval de los expertos en la materia y La Comarqueña fue aceptada en los registros genealógicos de la Sociedad Rural de dicho país con el prefijo “CMQ”. Se le otorgó al núcleo fundacional de la Chacra Experimental de Patagones el número de rebaño 1.

## Objetivos de la raza
Algunas razas son muy buenas en la producción de lana, pero pobres en la producción de carne o leche, otra son muy buenas lecheras pero su lana es de baja calidad. La idea era mejorar la rentabilidad de los establecimientos por medio de una raza doble propósito, buscándose en este caso una que produjera buena lana y buena carne. A los productores les resulta complejo el manejo de dos o más razas, por eso el interés en desarrollar una para incrementar la producción de carne y lana, adaptada a las condiciones regionales y que simplifique el trabajo en el campo.
Se partió de la raza más difundida en las provincias patagónicas, la Merino, cuyos animales producen lana de gran calidad pero ofrecen una escasa oferta de carne, limitando el potencial de negocios de los productores, y se mejoró esta debilidad con la cruza de otras razas ricas en carne.

## Características
- Muy prolífica: con 100 hembras se obtienen aproximadamente 120 corderos. Esto es así porque La Comarqueña resultó ser una raza donde las madres suelen tener algunas veces dos crías por parto, cuando lo normal es una.
- Buena carne: La Comarqueña (CMQ) evidenció muy buenos resultados para la producción de carne, ya que sus corderos llegan a pesar 28 kilos de promedio a los 100 días de vida y 36 kilos promedio a los ocho meses, mientras que una Merino tradicional, a esa misma edad, no sobrepasa los 25 kilos. Tiene un perfil de grasa mucho más saludable que la de otros genotipos de ovinos.
- El peso medio de los animales adultos de La Comarqueña es de entre 85 y 120 kilos para los machos y de entre 50 y 80 kilos para las hembras.
- Desprovista de cuernos (tanto en machos como en hembras) y con la cara destapada, sin pelos.
- Poseen un pecho ancho y un tronco profundo. Los cuartos traseros son muy desarrollados, redondeados y descendidos, lo que indica una buena musculatura en La Comarqueña.
- Calidad en lana: La calidad de la lana es muy buena: con fibras tan finas como las de la merino. La Comarqueña posee lana blanca a crema claro con un bajo porcentaje de fibras moduladas en el vellón y con una finura promedio de 28 micras en adultos y 26 micras para las borregas, teniendo un largo de mecha de 80 milímetros. La lana es suave al tacto, con un rizo uniforme y bien definido.[1][2][3]

## Lanzamiento
Cinco ejemplares de La Comarqueña (3 carneros y 2 ovejas) llegaron a la Exposición Rural de Palermo (República Argentina) de 2014 para ser expuestos al igual que otros ejemplares ovinos y de otras especies y tuvieron la distinción de ser presentados por el ministro de Asuntos Agrarios, Alejandro “Topo” Rodríguez.